# Bhero
Bhero est une plateforme de lancement de jetons sur la blockchain Elrond. La plateforme de lancement est développée par BH Network, une entreprise européenne qui respecte les lois et réglementations actuelles sur les crypto-monnaies. Elle est devenue la deuxième plateforme de lancement conforme à la loi sur la blockchain Elrond après Maiar,.

## Historique
BH Network a lancé son IDO (Initial Decentralized Exchange Offering) du jeton BHAT[Quoi ?] sur la bourse Maiar afin de permettre à ses utilisateurs de participer à la rampe de lancement Bhero qui est intégrée au Web 3.0,. La plateforme de lancement Bhero a également mis en place des protocoles de sécurité tels que la connaissance du client (KYC) et la lutte contre le blanchiment d'argent (AML),.
Lors de son offre initiale d'introduction en bourse sur le jeton BHAT, elle a créé une demande de 3,5 millions de dollars en eGLD[Quoi ?].